# Leah (Leah Haywood)
Leah è il primo album in studio della cantante australiana Leah Haywood, pubblicato il 23 luglio 2001.
Dei cinque singoli estratti, We Think It's Love, Crazy e Takin' Back What's Mine hanno raggiunto rispettivamente la settima, la trentasettesima e la diciottesima posizione in Australia.

## Tracce
1. We Think It's Love – 3:14 (Leah Haywood, Jörgen Elofsson)
2. Takin' Back What's Mine – 3:40 (Leah Haywood, Paul Begaurd)
3. My Own Thing – 3:36 (Leah Haywood, Paul Begaurd)
4. Just to Make You – 4:10 (Leah Haywood, Paul Begaurd)
5. One Word – 4:43 (Leah Haywood, Billy Griffin)
6. A Little Messed Up – 3:47 (Leah Haywood, Paul Begaurd)
7. Missing You – 3:59 (Leah Haywood, Ashley Ingram)
8. Sweet Baby Dreamer – 3:34 (Leah Haywood, Johan Ekhé, Ulf Lindström)
9. Crazy – 3:07 (Leah Haywood, Andreas Carlsson)
10. Summer of Love – 3:08 (Leah Haywood, Barbara Griffin, David Pringle)
11. The Moment – 3:44 (Leah Haywood, Mark Mueller)
12. Take a Chance – 3:55 (Leah Haywood)

## Classifiche
| Classifica (2001) | Posizione massima |
| ----------------- | ----------------- |
| Australia         | 40                |